# Hôtel de Chavigny
El hôtel de Bouthillier de Chavigny, u hôtel de Chavigny, está ubicado en el 9, rue de Sévigné en el IV Distrito  de París.

## Historia
Inicialmente fue construido alrededor de 1265 por Carlos de Anjou, hermano de San Luis, rey de Nápoles y Sicilia, entre la rue du Roi-de-Sicile a la que se atribuirá el nombre de su título, la rue Pavée que estaba en este fecha un callejón sin salida ya lo largo del recinto de Philippe-Auguste (infra). En 1520, perteneció al cardenal Jean Balue, obispo de Évreux, y fue nombrado "hôtel d'Évreux". Fue adquirido alrededor de 1545 por Antoine Sanguin de Meudon, con un terreno que daba a la rue de la couture Sainte-Catherine, ahora rue de Sévigné, que acababa de abrirse en la subdivisión de la finca del convento de Sainte-Catherine. Antoine Sanguin, conocido como "Cardenal de Meudon", emprendió en este terreno hacia 1550 la construcción de un nuevo hotel, que tomó el nombre de Hotel de Meudon. Este fue completada por el Cardenal de Birague. En 1612, fue vendido a François d'Orléans, conde de Saint-Paul, quien durante algún tiempo le dio el nombre de Hôtel Saint-Paul (que no debe confundirse con el antiguo Hôtel real Saint-Pol. En 1635, fue comprado por Léon Bouthillier de Chavigny, quien le dio su nombre actual y lo hizo modificar según los planos de François Mansart, quien hizo demoler el muro del recinto de Philippe-Auguste. Después de las acciones de herencia, el hotel se dividió en una parte este vendida en 1698 al financiero Jacques Poulletier, quien lo hizo remodelar por los arquitectos Bullet y Gabriel con la creación del acceso para carruajes en la rue Sévigné.
Este hotel, conocido como Chavigny, es un parque de bomberos desde 1814, el primero creado tras el incendio de la Embajada de Austria en 1811.
La parte occidental, entre los números 14 y 22 de la rue Pavée y el 2 y el 4 de la rue du Roi de Sicily, se convirtió en el Prisión de La Force, y fue demolido en 1854 durante la apertura de la rue Malher, separado del Hôtel de Chavigny.

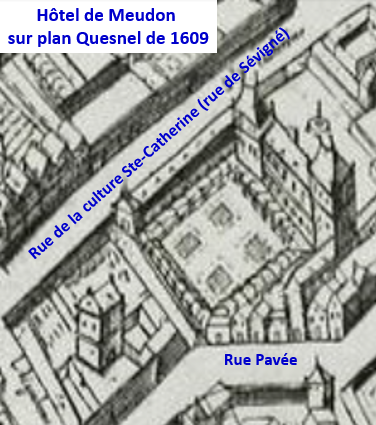
Hôtel de Meudon en 1609 (mapa de Quesnel).
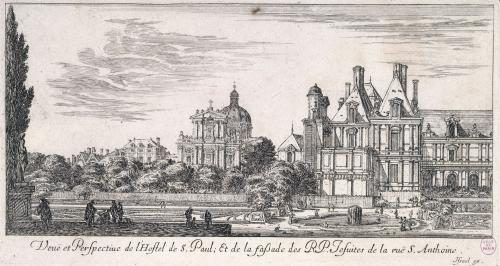
Hôtel de Saint-Paul hacia 1650, grabado de Sylvestre Israël.
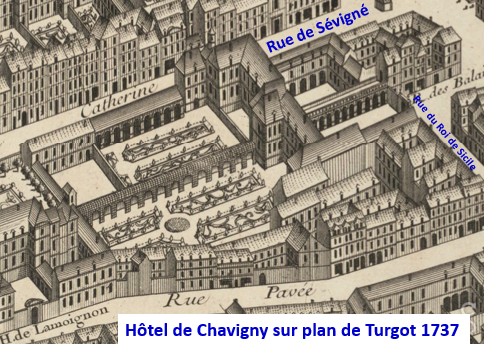
Hotel de Chavigny en 1737 sobre el plano de Turgot.

## Descripción
La fachada del segundo patio, antiguamente sobre el jardín, de dos niveles y rematada por lucernarios, decorada con pilastras toscanas en la planta baja, jónicas en el primer piso, está delimitada por dos pabellones de esquina. Esta fachada de 1642 se debe a Mansart. Un techo pintado en el siglo XVII sobre el tema de las estaciones se conserva. El hueco de la calle corresponde a una torre del antiguo recinto de Philippe-Auguste.
Fue catalogado como monumento histórico en 1988.

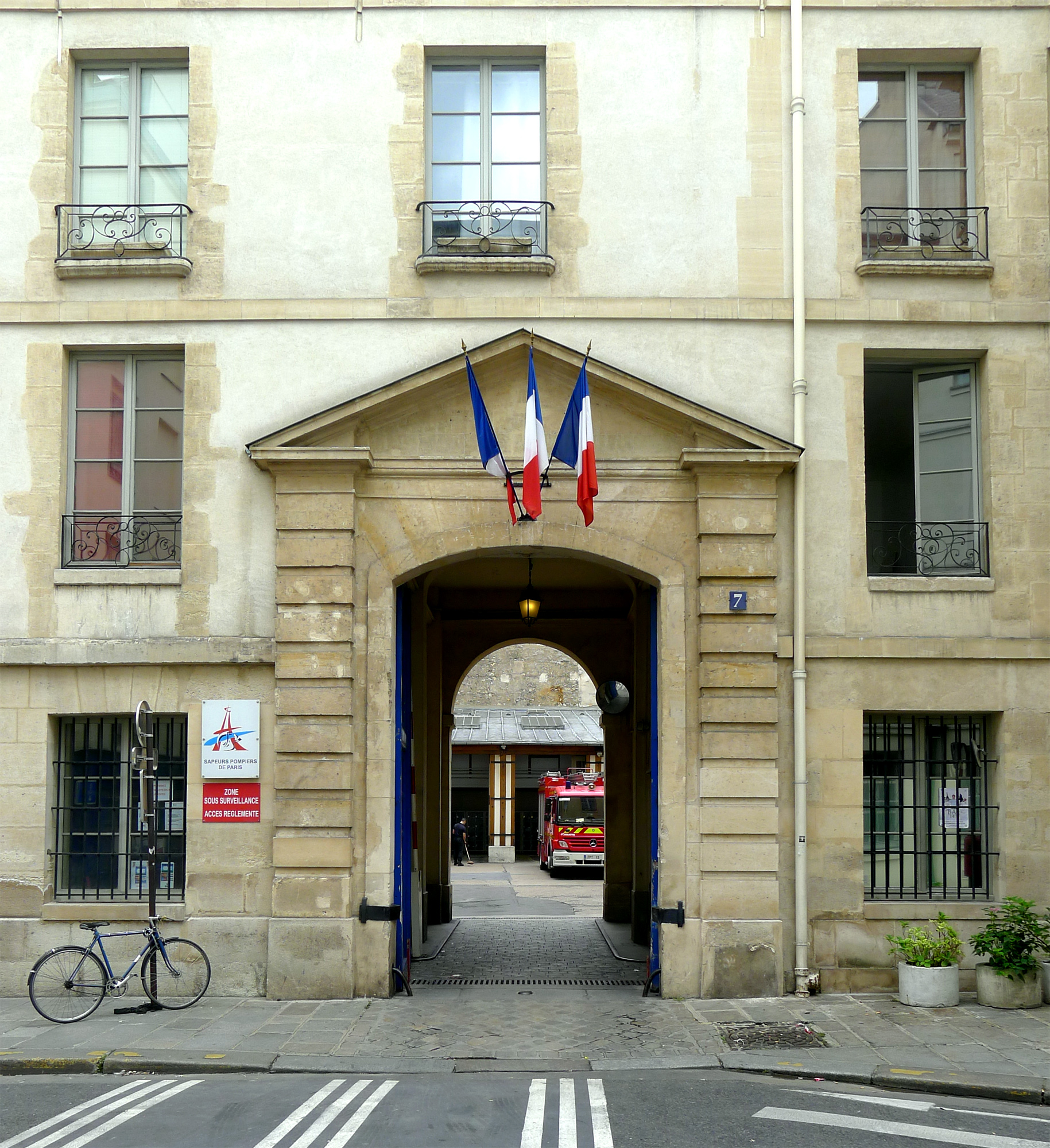
Entrada, rue de Sévigné.
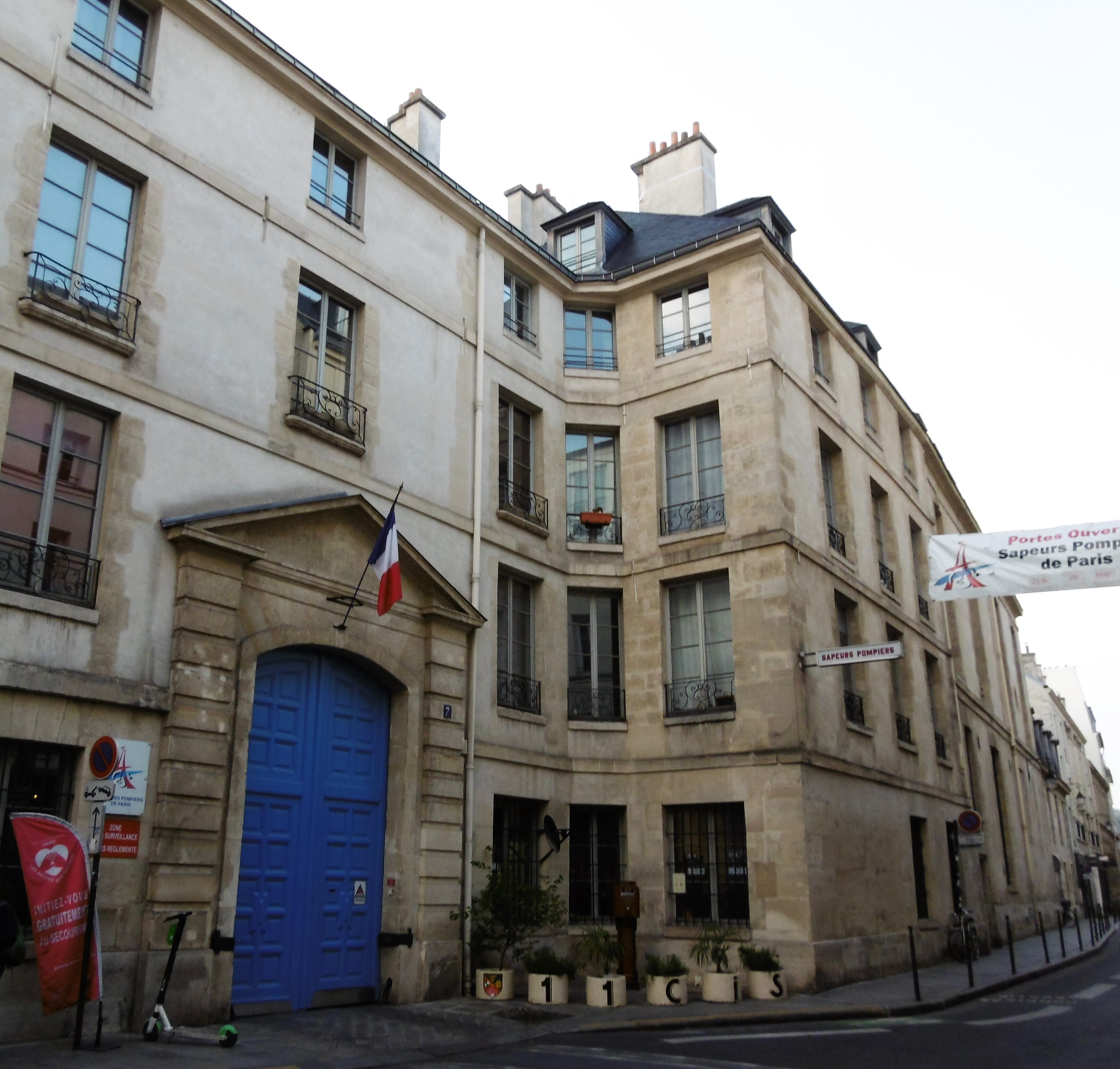
Destacamento en la calle.
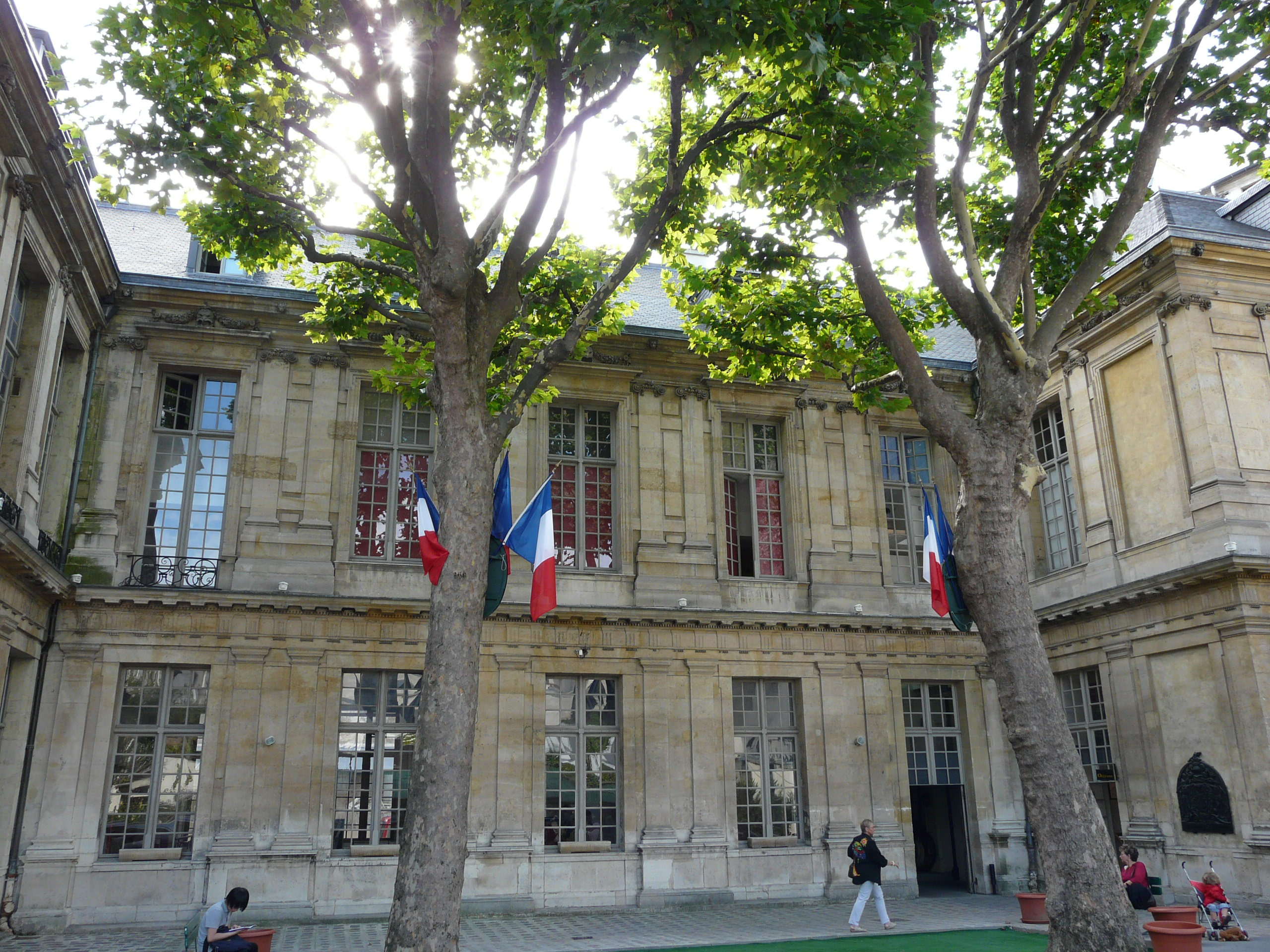
Fachada del patio.